# Gotthilf Wilhelm Schwartze
Gotthilf Wilhelm Schwartze (* 13. Februar 1787 in Weißenfels; † 11. Oktober 1855 in Leipzig) war ein deutscher Mediziner und Universitätsprofessor.

## Leben
Schwartze wurde 1811 in Leipzig zum Dr. phil. et med. promoviert. Er blieb danach in der Universitätsstadt, lehrte (mit Unterbrechungen) an der medizinischen Fakultät, seit dem Wintersemester 1820 als außerordentlicher Professor.
Er veröffentlichte zahlreiche Fachtexte und war ab 1834 Redakteur der von Carl Christian Schmidt (1793–1855) begründeten „Jahrbücher der in- und ausländischen gesammten Medicin“.
Schwartze wurde im Erbbegräbnis der Familie Schwartze in der II. Abteilung des Neuen Johannisfriedhofs beerdigt.

## Werke
- Pharmakologische Tabellen, 2 Bände, Leipzig 1819–1826 (2. Auflage 1833–1839)
- Kurort Elster im sächsischen Voigtlande, seine Beschaffenheit und Heilkräfte, durch eigene Beobachtung und Erfahrung geprüft. Nebst einer Einleitung über die Entstehung und Natur der Mineralquellen, Leipzig 1854